# 歯髄疾患
歯髄疾患（しずいしっかん）とは歯髄に発生する疾患の総称。

## 分類
臨床的に以下の通り分類される。
- 歯髄充血
- 歯髄炎
  - 急性単純性歯髄炎
    - 急性単純性一部性歯髄炎
    - 急性単純性全部性歯髄炎

  - 急性化膿性歯髄炎
    - 急性化膿性一部性歯髄炎
    - 急性化膿性全部性歯髄炎

  - 慢性単純性歯髄炎
  - 慢性化膿性歯髄炎
  - 慢性壊疽性歯髄炎
  - 慢性潰瘍性歯髄炎
  - 慢性増殖性歯髄炎
- 歯髄壊死
- 歯髄壊疽

## 治療法
治療法としては保存療法と除去療法の二種類がある。歯髄の状態が可逆性で有れば保存療法で対応するが、不可逆性で、元の正常な状態に戻ることができない場合、除去療法を行う。
- 保存療法
  - 鎮痛消炎療法
  - 覆髄法
    - 直接覆髄法
    - 間接覆髄法
    - 暫間的間接覆髄法
- 除去療法
  - 一部除去療法
    - 生活歯髄切断法
    - 失活歯髄切断法

  - 全部除去療法
    - 麻酔抜髄法
    - 失活歯髄法